# Maresme
|  | Per a altres significats, vegeu «Maresme (desambiguació)». |

El Maresme és una comarca de Catalunya dins de la vegueria de Barcelona. Abocat a la mar Mediterrània, està situat entre el riu Tordera (al nord) i la vila de Montgat (inclosa a la comarca, al sud). De l'altre costat de la seva frontera nord, passat el riu Tordera, es troba la vila de Blanes, on comença la Costa Brava, i passada la seva frontera sud, més enllà de Montgat, comença la comarca del Barcelonès. Així, a més de limitar amb el Mediterrani, seguint la costa el Maresme limita amb les comarques costaneres del Barcelonès (al sud) i de la Selva (al nord). Terra endins només limita amb la comarca del Vallès Oriental. A més el Maresme comprèn part de les comarques naturals de les serres de Marina, Montnegre i Corredor. Aquesta riquesa geomorfològica fa que el Maresme sigui una comarca litoral amb forts contrasts i una gran diversitat de paisatges.

## Geografia
La comarca és una estreta franja als vessants i als peus de les muntanyes de la serralada Litoral —serres de Marina, Sant Mateu, del Corredor i del Montnegre (les quatre protegides ara com a parc natural)— de platges llargues i sorrenques on aflueixen una sèrie de rieres formades a les muntanyes esmentades. Mataró n'és la capital i comprèn poblacions amb molta personalitat i vitalitat: Vilassar de Dalt, Arenys de Mar, Calella, Canet de Mar, el Masnou, Premià de Mar, Vilassar de Mar Tordera, entre d'altres. El Maresme està integrat per un total de 30 municipis. El seu litoral és conegut turísticament com la Costa del Maresme.
| Vallès Oriental |  | La Selva        |
|                 |  |                 |
| Barcelonès      |  | Mar Mediterrani |

El clima del Maresme és Mediterrani de tipus Litoral Central. La precipitació mitjana anual oscil·la entre els 550 mm i 800 mm, assolint-se els valors més alts al nord i a l'àrea del Montnegre i els més baixos als pobles costaners del sud de la comarca. L'estació plujosa és la tardor i la seca l'estiu; la primavera és menys plujosa que la tardor, però la diferència entre aquestes estacions és menor que en altres parts del litoral. Pel que fa a la temperatura, els hiverns són moderats, amb mitjanes de 8 °C a 10 °C i els estius calorosos, entre 22 °C i 23 °C de mitjana, comportant una amplitud tèrmica anual moderada. Només hi pot glaçar del novembre al març.

## Fauna
La fauna d'un territori està lligada a la vegetació que hi és present. Les alteracions i degradació d'aquesta es reflectiran en una disminució del poblament animal, tant qualitativament com quantitativament. En general, els animals més grans són els primers a veure's afectats; la disminució de depredadors, que troben refugi a les zones menys transitades per l'home, són destacables arreu.
La fauna del Maresme es pot dividir en cinc grups:
- La fauna marina està formada per tot d'éssers vius que viuen en un mateix ecosistema, el mar, i que entre ells tenen una relació alimentària que permet l'equilibri ecològic; al mar també hi trobem aus, moltes de les quals viuen a la comarca i d'altres que només hi passen quan emigren.
- Als aiguamolls, s'hi troba un altre ecosistema que permet el desenvolupament de petits invertebrats nedadors que serveixen d'aliment a les aus que hi viuen, i també a les migratòries.
- A les zones boscoses, s'hi troben animals que s'han adaptat a l'home i a la seva acció. Així doncs, la desaparició dels grans depredadors ha fet proliferar els petits mamífers i la desaparició dels conreus, la població d'ocells que se n'alimenten.
- Alguns animals han aprofitat la presència humana i les ciutats per trobar els recursos que necessiten per viure, a més a més d'estar protegits en no tenir depredadors.
- A les cases de pagès, hi ha un ecosistema semblant als aiguamolls, és un dels llocs on hi ha aigua estancada i, per tant, s'hi poden trobar animals similars als que allí hi viuen.

## Història

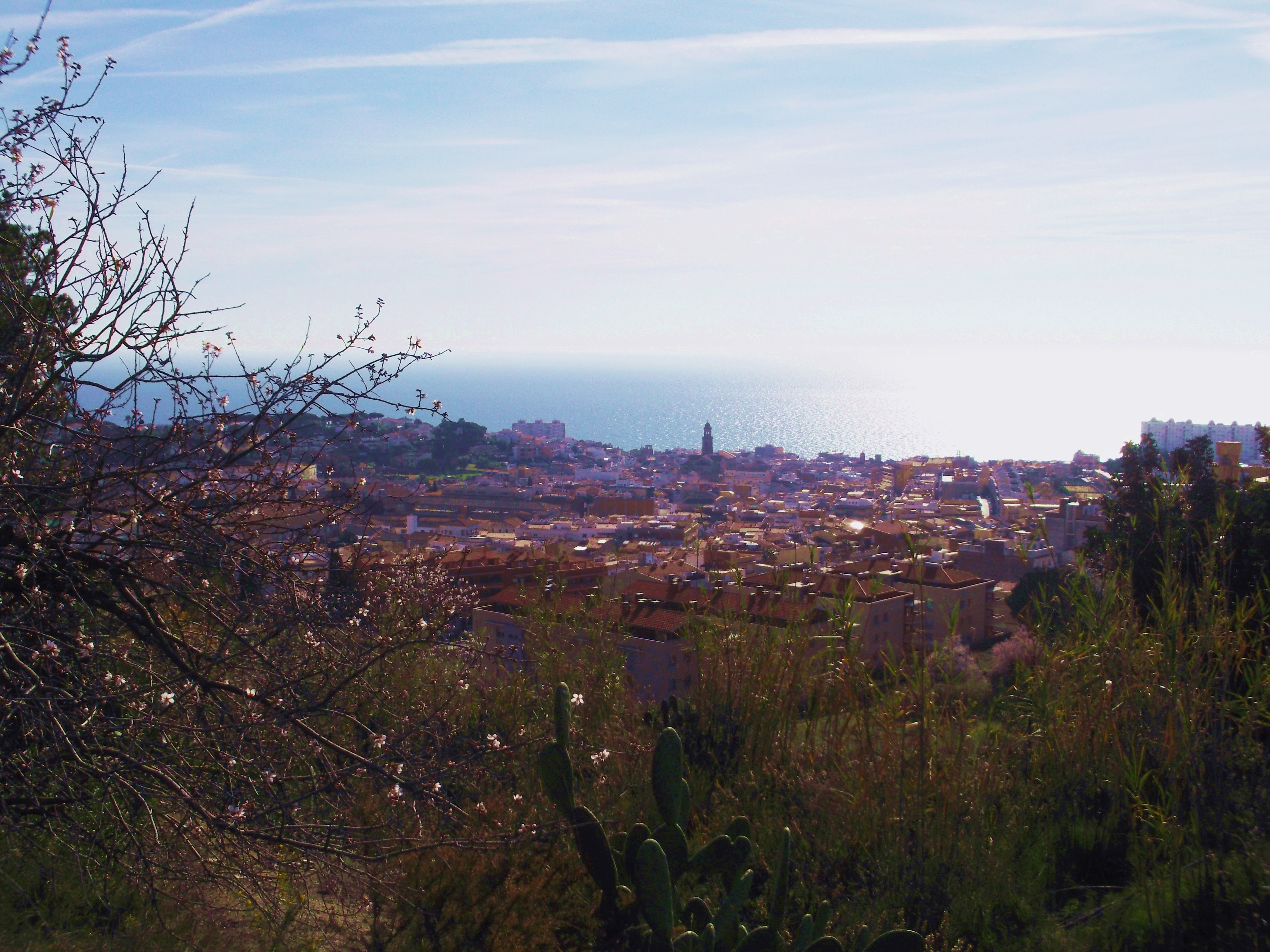
Canet de Mar

Hi ha diverses restes arqueològiques: El dolmen de la Roca d'en Toni a Vilassar de Dalt, el poblat ibèric de Burriac (Cabrera de Mar), les restes romanes a Sent-romà (Tiana), la vil·la romana de Can Llauder a Mataró, l'aqüeducte romà de Can Cua de Pineda de Mar, etc.
La clara unitat geogràfica de la comarca no es correspon amb la seva història: el sector des de Montgat a Caldes d'Estrac (Baix Maresme) formà part des de l'edat mitjana de la diòcesi, comtat i vegueria de Barcelona, mentre que el sector d'Arenys de Mar a Tordera (Alt Maresme) ho feu de la diòcesi, comtat i vegueria de Girona. El perill de pirates feu que les poblacions antigues fossin apartades de la costa (anomenades de Dalt o de Munt), mentre que els antics barris pescadors es van convertir des del segle xviii en nuclis importants.
L'economia havia estat tradicionalment de base agrícola (horta, flors), marinera (pesca i navegació) i la industrialització hi tingué gran incidència (especialment tèxtil).

## Economia

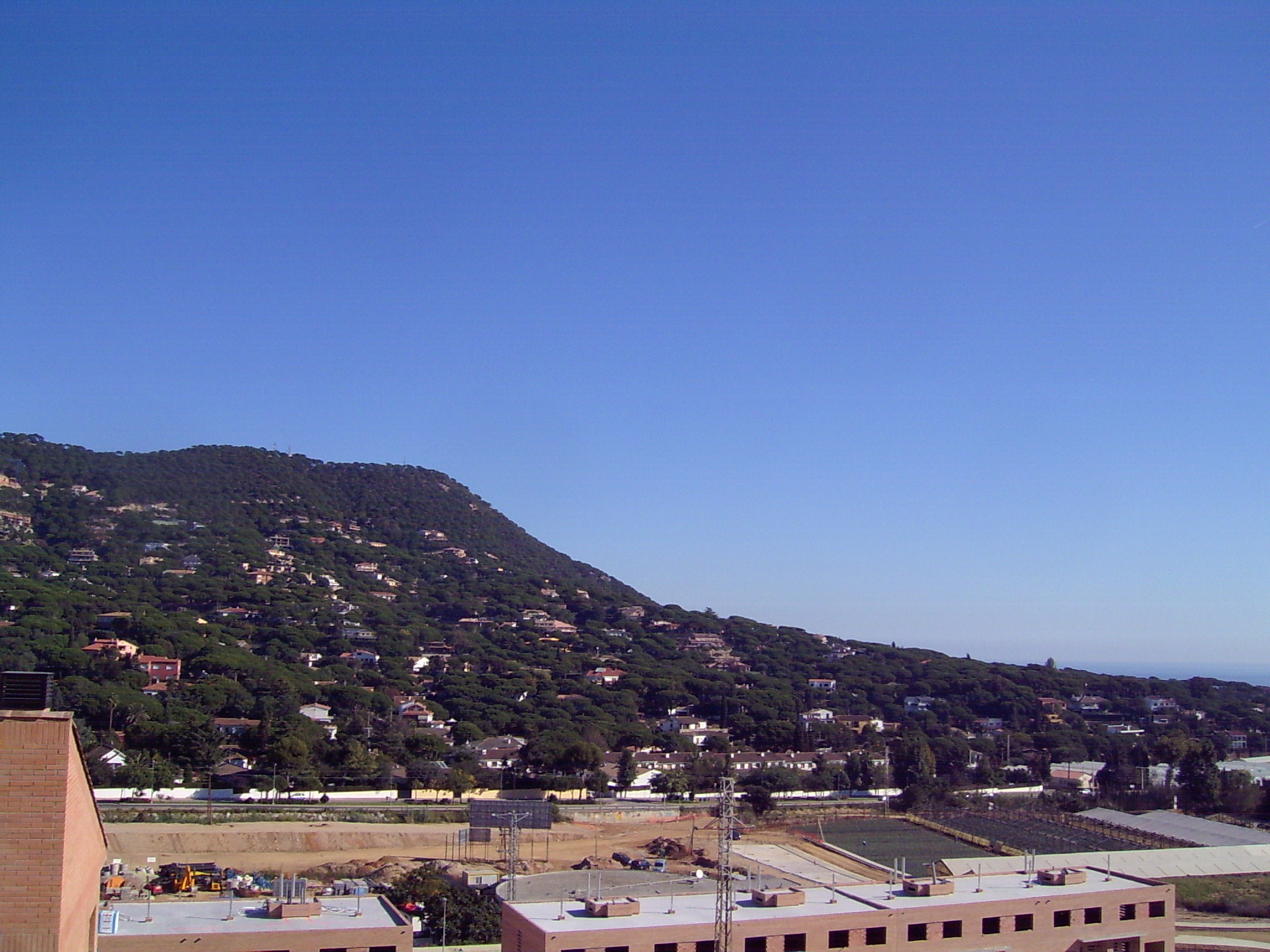
El Montcabrer, a Santa Creu de Cabrils

El Maresme ha estat un important pol industrial, destacant especialment les indústries tèxtil, química, i metal·lúrgica.
L'agricultura destaca històricament en les seves vessants viticultora i, la floricultora, horticultura que suposa més de la meitat de la producció d'aquest sector a Catalunya.
La pesca i el turisme han estat també sectors rellevants en una comarca amb tants quilòmetres de costa.
però amb els pas dels anys la nostra economia s'ha anat transformant a passar al sector turístic.
Però els darrers decennis ha esdevingut —per la benignitat del clima i la bellesa del paisatge i també la proximitat amb Barcelona— una comarca eminentment turística, especialment a l'Alt Maresme, i residencial per la proximitat de Barcelona, especialment al Baix Maresme. Aquesta comarca disposa d'una bona infraestructura turística (hotels, càmpings, ports esportius, golf, etc.).

## Demografia
| 1497 f | 1515 f | 1553 f | 1717   | 1787   | 1857   | 1877   | 1887   | 1900   | 1910   |
| ------ | ------ | ------ | ------ | ------ | ------ | ------ | ------ | ------ | ------ |
| 1.129  | -      | 1.612  | 20.108 | 40.920 | 71.855 | 70.117 | 69.845 | 71.671 | 76.385 |

| 1920   | 1930   | 1940   | 1950    | 1960    | 1970    | 1981    | 1990    | 1992    | 1994    |
| ------ | ------ | ------ | ------- | ------- | ------- | ------- | ------- | ------- | ------- |
| 84.301 | 97.056 | 99.649 | 104.163 | 125.660 | 190.949 | 252.952 | 291.969 | 297.017 | 297.017 |

| 1996    | 1998    | 2000    | 2002    | 2004    | 2006    | 2008    | 2010    | 2012    | 2014    |
| ------- | ------- | ------- | ------- | ------- | ------- | ------- | ------- | ------- | ------- |
| 318.891 | 329.488 | 345.423 | 366.782 | 386.573 | 409.125 | 420.521 | 430.997 | 436.486 | 437.919 |

| 2016    | 2018    | 2020 | 2022 | 2024    | 2026 | 2028 | 2030 | 2032 | 2034 |
| ------- | ------- | ---- | ---- | ------- | ---- | ---- | ---- | ---- | ---- |
| 441.505 | 447.824 | -    | -    | 474.012 | -    | -    | -    | -    | -    |

## Cultura

### Símbols
L'escut oficial del Maresme té blasonament amb escut caironat truncat ondat: 1r d'argent; 2n d'atzur, 2 faixes ondades d'argent; la bordura componada d'or i de gules. Per timbre una corona mural de comarca. Va ser aprovat el 19 de desembre de 1995. Armes parlants: les ondes representen el mar i fan al·lusió al nom de la comarca. La bordura representa els quatre pals de l'escut de Catalunya.

### Museus
- Museu de Mataró
- Centre d'Art del Museu de Mataró
- Museu del Gènere de Punt a Mataró
- Casa Museu Lluís Domènech i Montaner
- Museu d'Enric Monjo a Vilassar de Mar
- Museu de la Mina Vella de Vilassar de Mar
- Museu Etnològic a can Ventura del Vi de Cabrils
- Can Banús Museu Arxiu Municipal de Vilassar de Dalt
- Museu de Conquilles (Cau del Cargol) de Vilassar de Dalt
- Museu Parroquial de Sant Genís de Vilassar de Dalt
- Museu Municipal can Manent de Premià de Mar
- Museu de l'Estampació Tèxtil a l'antiga fàbrica del gas de Premià de Mar
- Museu del Càntir d'Argentona
- Museu de la Marina de Vilassar de Mar
- Museu Municipal de Nàutica del Masnou
- Museu Cusí de Farmàcia del Masnou
- Masia Museu Municipal Can Magarola
- Museu d'Arenys de Mar
- Museu de Premià de Dalt
- Fundació Palau - Centre d'Art de Caldes d'Estrac

### Fires
- Fira de la Cirera d'en Roca i Jornades Gastronòmiques a Arenys de Munt
- Fira Mercat Modernista a Canet de Mar
- Fira de Calella i l'Alt Maresme
- Fira d'alimentació, de la tardor i del bolet de Sant Andreu de Llavaneres
- Fira del Càntir, la fira internacional de la ceràmica d'Argentona
- Fira d'Hivern a Malgrat de Mar
- Fira de l'Arbre i la Natura de Mataró
- Fira Comercial i Gastronòmica del Masnou (maig)
- Fira Flotant del Masnou (maig)
- Fira de Tordera (desembre)
- Fira Mercat del Ram de Tordera
- Fira del Bolet a Vilassar de Dalt (octubre)

### Actes culturals i festes
- Les Santes, festa major de Mataró
- Festa de la verema a Alella (setembre)
- Aplec de Pasqua al santuari del Corredor (Dosrius)
- Missa de les Santes a Mataró (fi de juliol)
- Festival de Música Clàssica al Castell de Santa Florentina, Canet de Mar
- La Nit Màgica, Canet de Mar (estiu)
- Aplec de la sardana a Calella (juny)
- Aplec de la Sardana del Masnou (març)
- Festa Major de Sant Pere del Masnou: Terra, Mar i Foc (juny)
- Ple del Riure al Masnou (juliol)
- Fascurt del Masnou (juliol)
- Retaule dels Sants Màrtirs a Vilassar de Dalt (abril)
- Penjada de l'Ase a Vilassar de Dalt (Agost)
- Penjada de l'Ase a Vilassar de Mar (Juny)
- Festa dels Pirates a Premià de Mar (juliol)
- Festa Major de la Minerva a Calella
- Catifes de flors per Corpus a Argentona
- Ball de la plaça a Arenys de Mar (agost)
- Mercat del Mar de Premià de Mar
- Festes de la Mare de Déu de la Misericòrdia patrona del Maresme, a Canet de Mar
- Oktoberfest de Calella
- Els Pastorets de Mataró
- Arts d'estiu a Pineda de Mar (estiu)

### Gastronomia
En la cuina del Maresme predominen els productes del mar i de l'horta. Alguns dels seus productes tenen prestigi: les maduixes, sobretot de Sant Iscle de Vallalta i de Sant Cebrià de Vallalta, les cireres d'Arenys de Munt, els tomàquets rosa, els pèsols de Sant Andreu de Llavaneres i de Caldes d'Estrac, les mongetes del ganxet de Palafolls i els bolets del baix Maresme. Del mar destaquen les gambes, els escamarlans, els calamars i les cloïsses d'Arenys de Mar, a més de l'àmplia gamma de peixos de la costa. Un complement és la Denominació d'Origen Alella famosa, sobretot, pels seus vins blancs.
Jornades gastronòmiques
- Calamarenys al Maresme
- de la Maduixa de la Vallalta al Maresme
- de Tardor, Bolet del Maresme
- del Fesol del Ganxet del Maresme
- del Peix i el Marisc al Maresme
- del Tomàquet del Maresme
- del Vi de la DO Alella
- del Plat de Sant Andreu de Llavaneres. Pèsols amb sèpia i patates

## Comunicacions

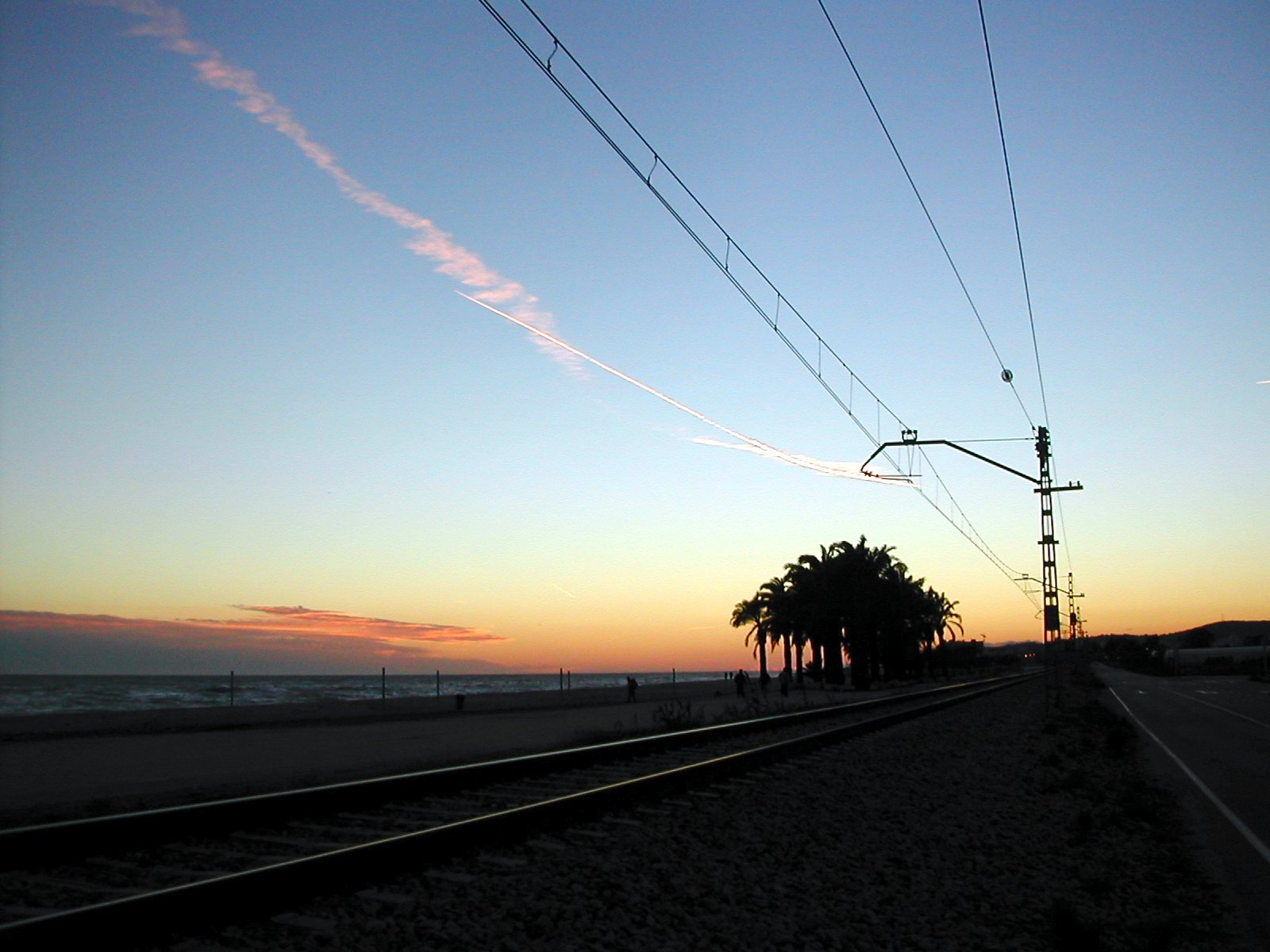
El tren s'estén paral·lel a la costa al llarg de tot el Maresme. Platja de Santa Susanna.

L'autopista C-32 comunica Barcelona amb Palafolls, travessant tota la comarca. L'N-II (Madrid-La Jonquera) també la creua de forma paral·lela a la costa. La C-60 va de Mataró fins a Granollers, comunicant amb l'AP-7.
Existeix una línia de ferrocarril, l'R1 de Rodalies Renfe Operadora Barcelona (Hospitalet de Llobregat-Maçanet/Massanes), a més de diverses línies d'autobusos públics urbans i interurbans.
La primera línia de ferrocarril de tota la península Ibèrica va ser ideada per un mataroní: Miquel Biada i Bunyol, que va unir Mataró amb la capital catalana el 1848. El traçat de la línia de llavors era quasi idèntic a l'actual, fent parada a diversos pobles costaners del Maresme.
El Maresme compta amb el desplegament informatiu de la seva televisió pública, m1tv (Canal 24 TDT). Creada el 2010 fruit de la fusió entre Televisió de Mataró i MaresmeDigital TV.

## Personatges cèlebres
- Actors/ius i directors/es

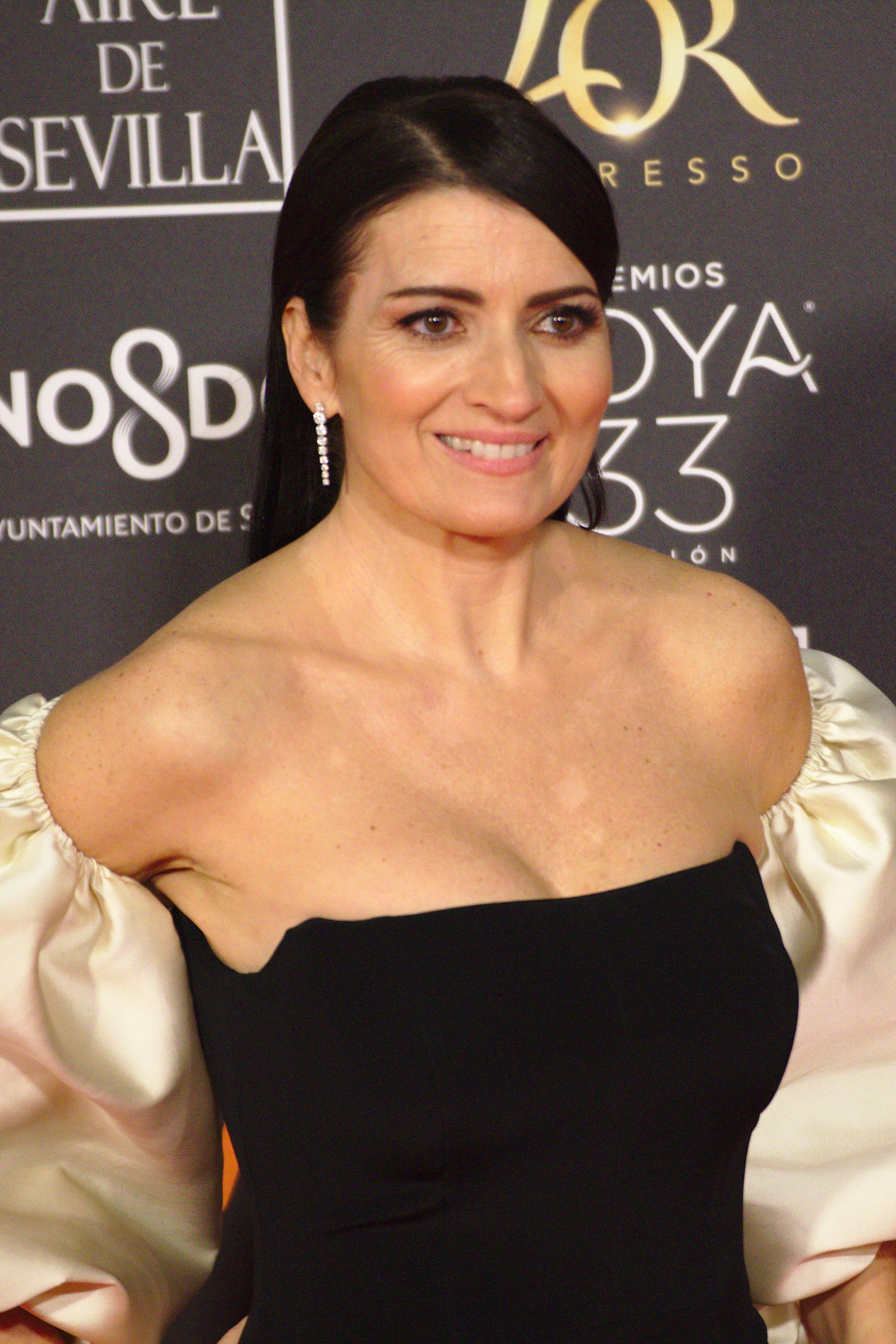
Silvia Abril

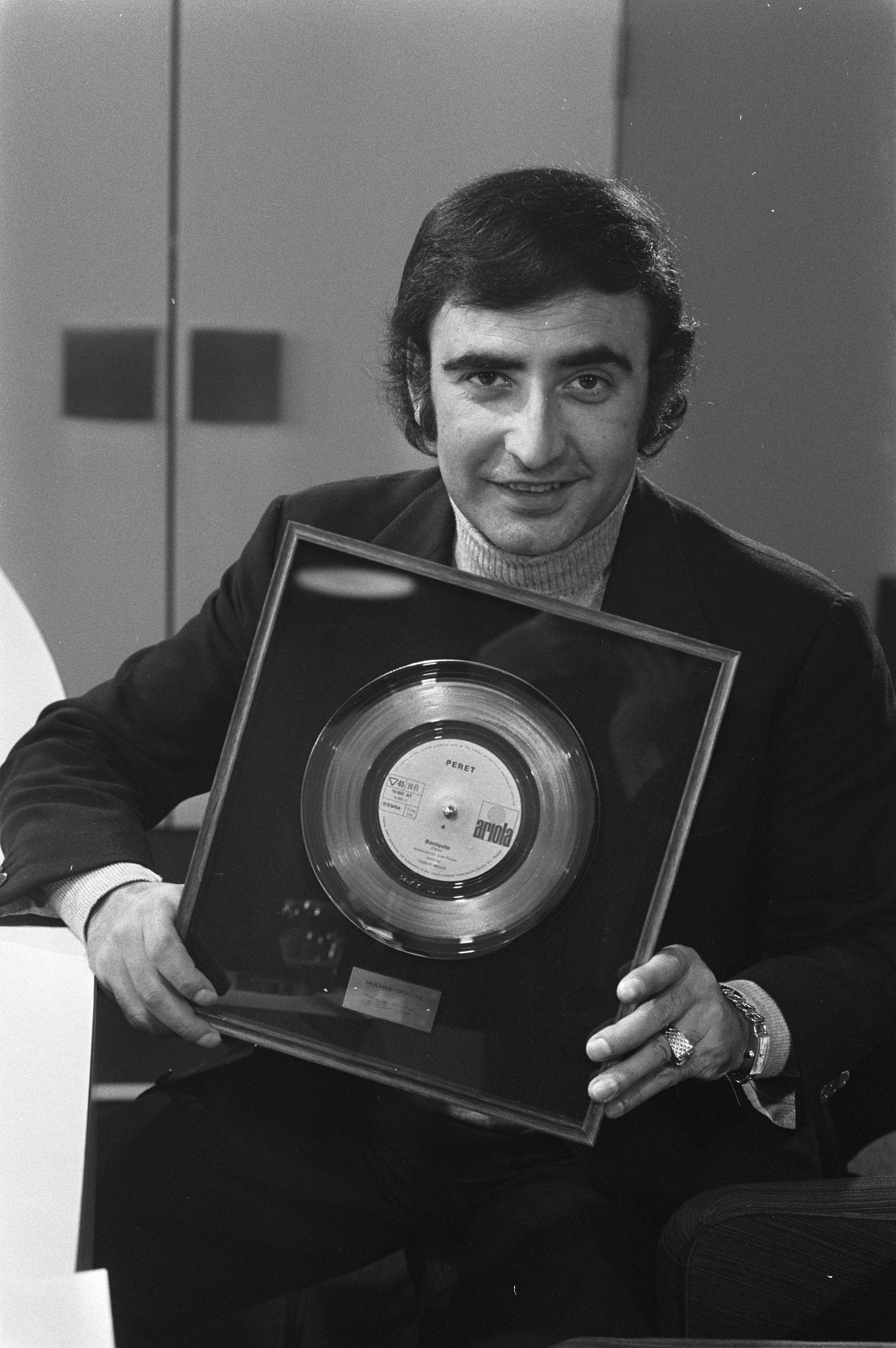
Pedro Pubill Calaf "Peret"

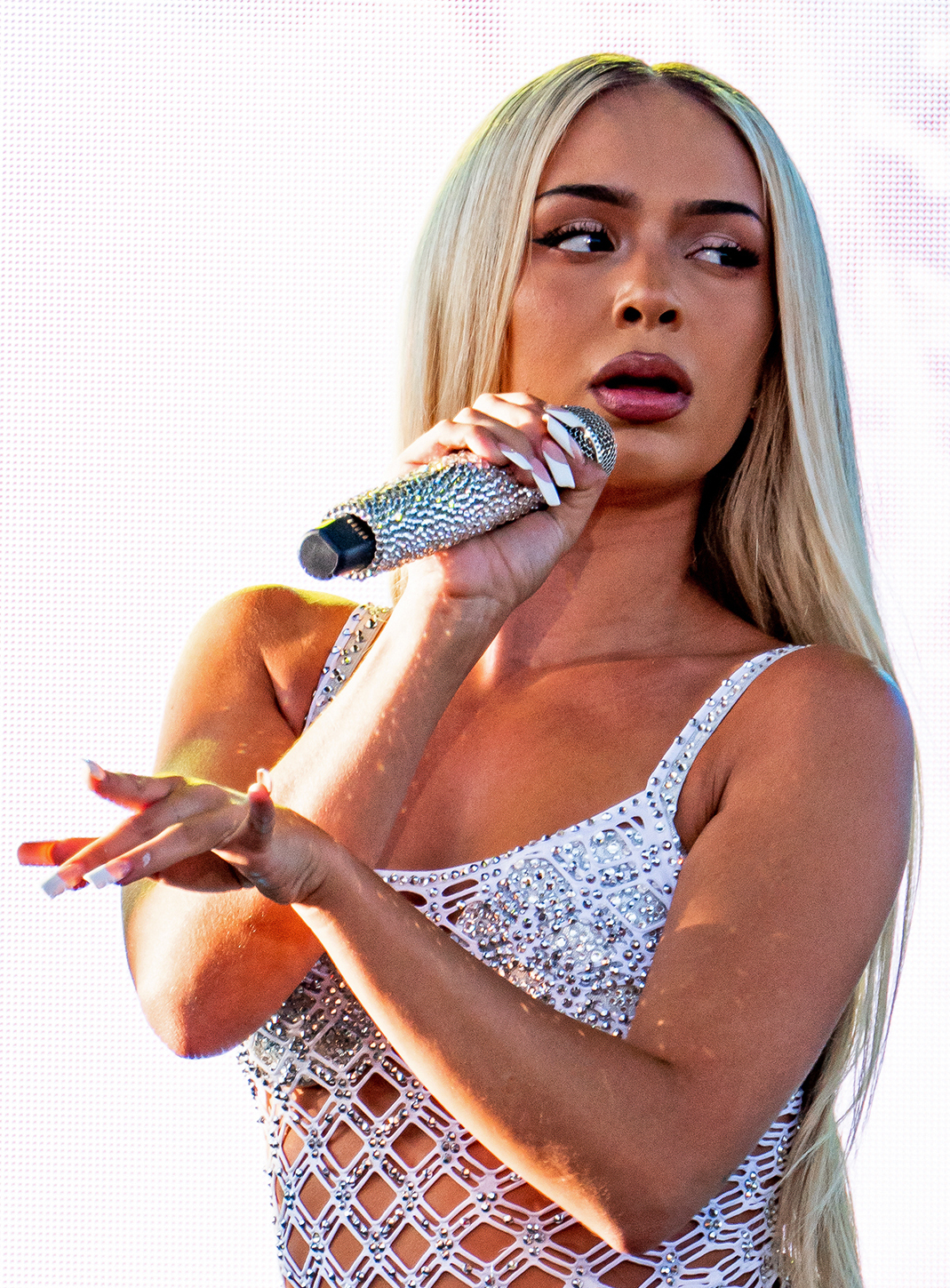
Alba Farelo "Bad Gyal"

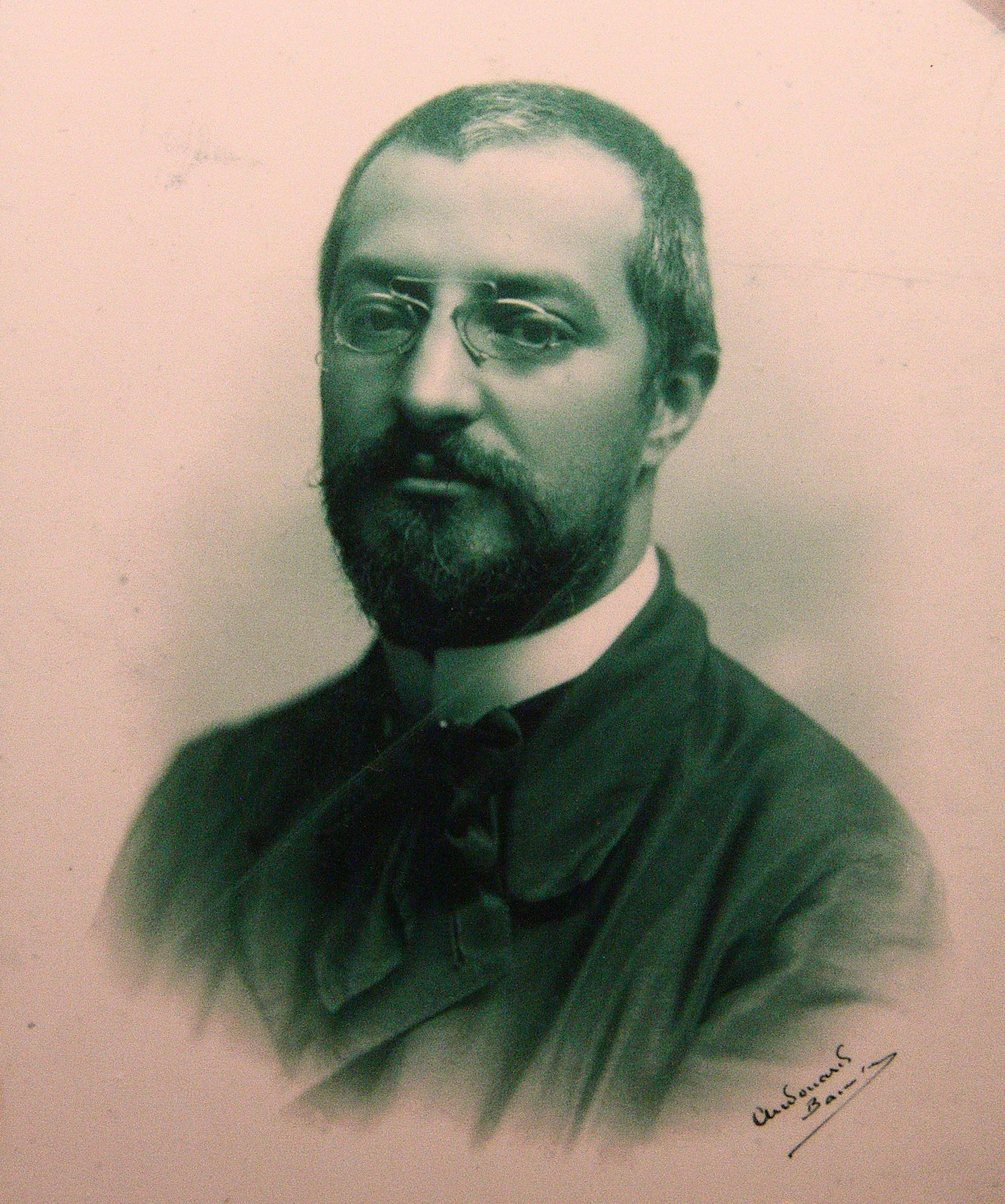
Josep Puig i Cadafalch

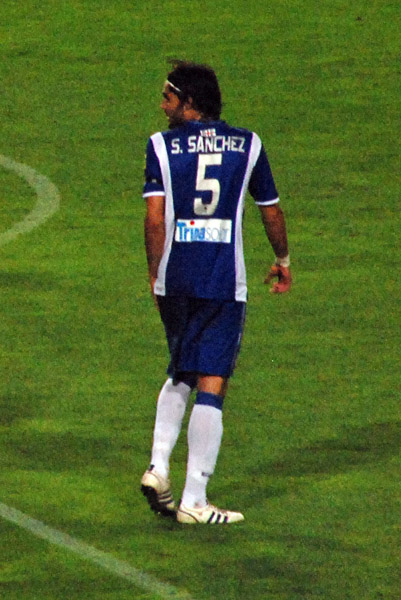
Sergio Sánchez Ortega

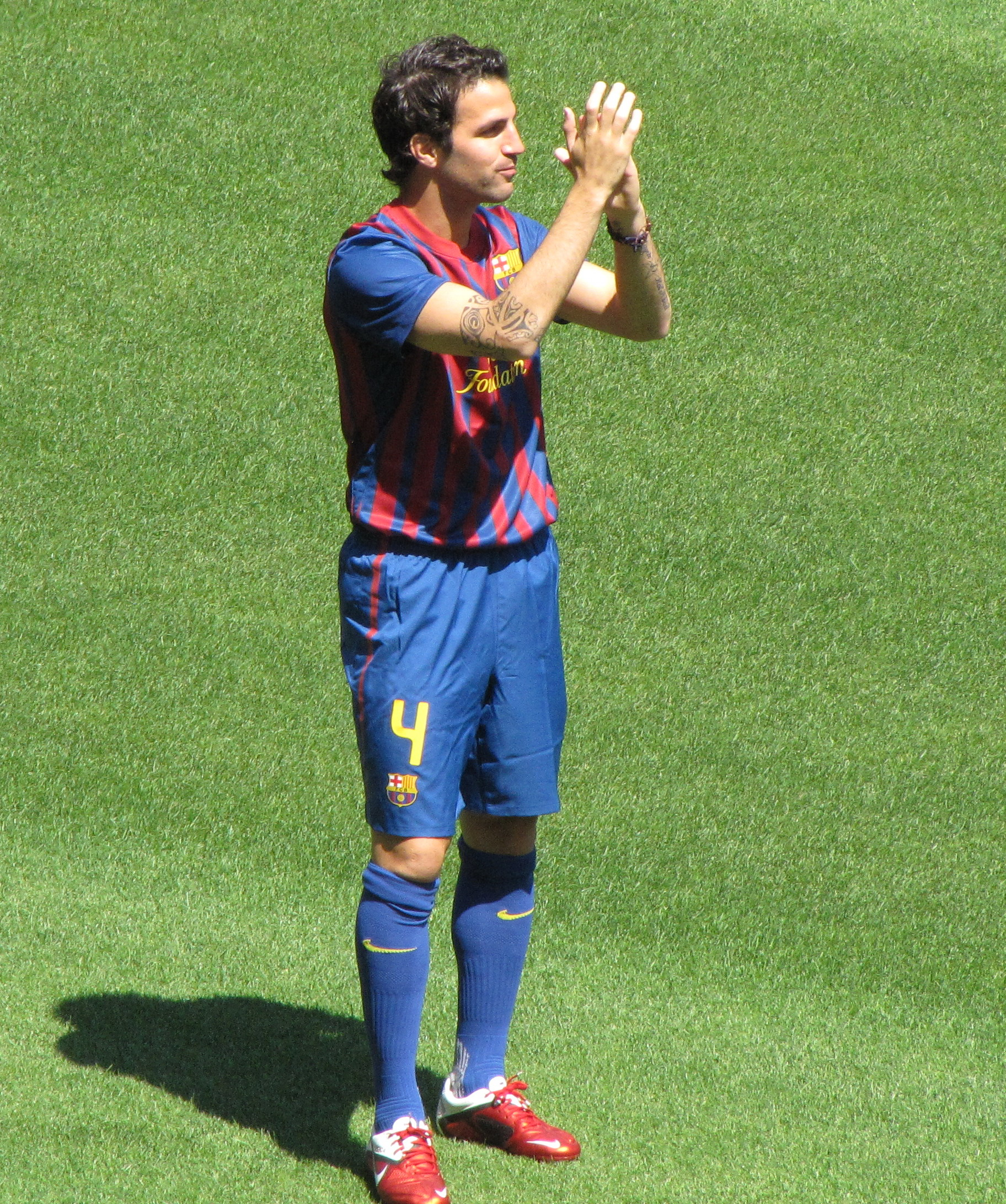
Francesc Fàbregas

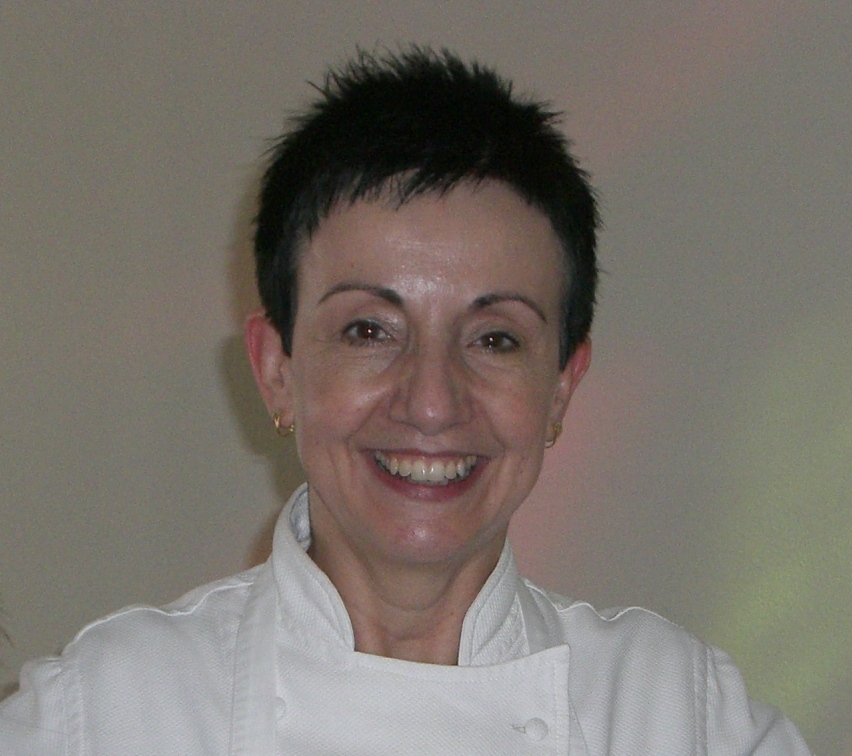
Carme Ruscalleda

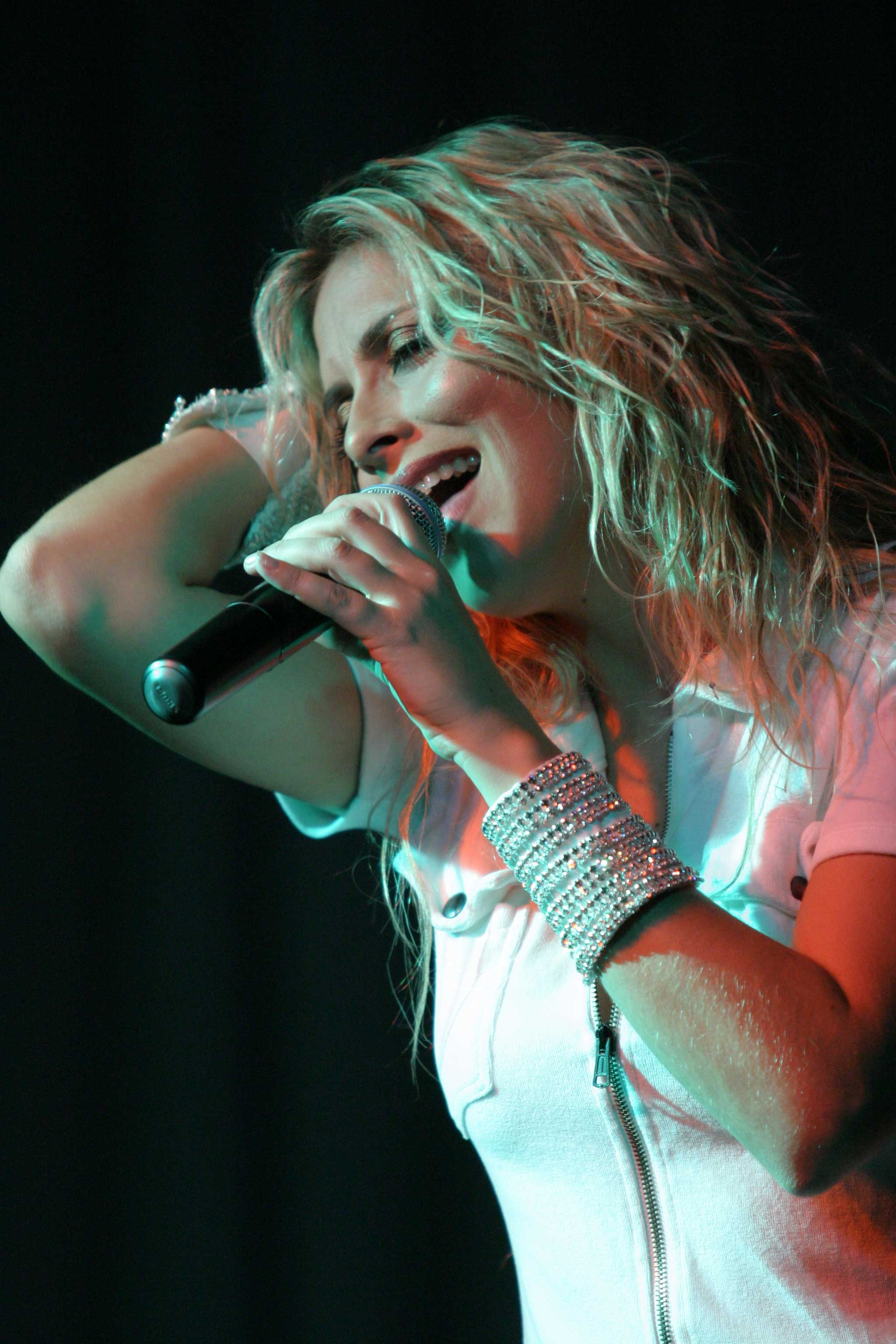
Roser

  - Sílvia Marty (actriu de Un paso adelante) (El Masnou)
  - Igor Spakowsky (actor) (El Masnou)
  - Carme Pla (actriu) (El Masnou)
  - Daniel Brühl (actor de cinema) (Arenys de Munt)
  - Joan Pera (actor de teatre i T.V. i doblatges) (Mataró)
  - Xavier Sardà (Presentador) (Canet de Mar)
  - Mercè Pons (actriu de teatre, cinema i TV) (Arenys de Mar)
  - Tinet Rubira (director i actor de programes com O.T. i molts més) (Canet de Mar)
  - Juli Fàbregas (actor de teatre i TV) (Calella)
  - Silvia Abril (actriu, presentadora de TV i còmica. 1971)). (Mataró)
  - Rosa Gàmiz (actriu de teatre i TV) (Sant Iscle de Vallalta)
  - Comediants (Escola d'actors i actrius) (Canet de Mar)
  - Pol Ponsarnau (realitzador audiovisual) (Canet de Mar)
  - Pitu Abril (Vilassar de Dalt)
- Pedagogia
  - Rosa Sensat i Vilà (pedagoga) (El Masnou)
  - Francesc Ferrer i Guàrdia (pedagog) (Alella)
- Arquitectura
  - Lluís Domènech i Montaner (Canet de Mar)
  - Josep Puig i Cadafalch (Mataró)
- Cuiners
  - Germanes Reixac (Restaurant Hispània)(Arenys de Mar)
  - Carme Ruscalleda (Restaurant Sant Pau) (Sant Pol)
- Comunicació
  - Antoni Cruanyes i Plana (presentador del Telenotícies Vespre de TV3) (Canet de Mar)
- Doctors/es
  - Joan Guiteres (descobrí la vacuna contra la febre groga) (Canet de Mar)
  - Cristòfol Ferrer i Ferrà (pedagog que va exercir a Teià, Premià de Mar i Premià de Dalt).
- Esports
  - Sergio Sánchez Ortega (Mataró) és un futbolista del (Màlaga CF)
  - Gervasio Deferr Ángel (Premià de Mar) (Barcelona) és un (gimnasta)
  - Jordi Bonareu Bussot (bàsquet) (Mataró)
  - Francesc Buscató i Durlan, jugador històric de bàsquet (Pineda de Mar).
  - Cesc Fàbregas (Futbol) (Arenys de Mar)
  - Daniel Sánchez Llibre (President del RCD Espanyol) (Vilassar de Mar)
  - Jordi Amat Jugador de fútbol del R.C.D Espanyol, cedit al Rayo.
  - Josep Maria Margall, Enric Margall i Narcís Margall (bàsquet) (jugadors històrics del Club Joventut de Badalona) (Malgrat de Mar/Calella)
  - Ricky Rubio (bàsquet) (jugador del Club Joventut de Badalona) (El Masnou)
  - Marc Fernández (bàsquet) (jugador del Winterthur FC Barcelona) (El Masnou)
  - Albert Moncasi (bàsquet) (jugador del Winterthur FC Barcelona) (Premià de Mar)
  - Albert Homs (bàsquet) (jugador del Club Joventut de Badalona) (Mataró)
  - Unai Hernández (Futbol) (jugador del Al Ittihad FC) (Malgrat de Mar)
- Literatura i Escriptura
  - Jordi Bilbeny (poeta, filòleg i historiador) (Arenys de Mar)
  - Fèlix Cucurull i Tey (escriptor) (Arenys de Mar)
  - Joan Badaró (Sacerdot franciscà, botànic i músic. 1815 - 1892)). (Canet de Mar)
  - Salvador Espriu i Castelló (poeta) (Arenys de Mar)
  - Lluís Ferran de Pol (escriptor) (Arenys de Mar)
  - Josep Maria Miquel i Vergés (escriptor) (Arenys de Mar)
  - Prudenci Bertrana (escriptor) (Tordera)
  - Ramon Clausell i Llauger (Fou prevere, mestre de capella i organista de Canet. 1807 - 1869)(Canet de Mar)
  - Josep Xifré i Casas (indiano) (Arenys de Mar)
  - Zenòbia Camprubí (escriptora) (Malgrat de Mar)
  - Pere Gual i Pujadas (franciscà, escriví obres de caràcter integrista, teològiques i apologètiques). (Canet de Mar)
  - Marià Manent (Poeta) (Premià de Dalt)
- Música
  - Lluís Millet i Pagès (músic i fundador de l'Orfeó Català) (El Masnou)
  - Juan Magán (músic i DJ) (El Masnou)
  - Carles Gumersind Vidiella i Esteba (pianista) (Arenys de Mar)
  - Jaume Dulsat i Arañó (Va ser instrumentista de tenora i compositor sardanista. 1928 – 1983).(Canet de Mar)
  - Peret (cantant de rumba catalana) (Mataró)
  - La Trinca (Grup musical i productors de programes de televisió, directors d'Endemol) (Canet de Mar)
  - Dídac Rocher (cantautor) (Arenys de Mar)
  - Àlex Casademunt (O.T.) (Vilassar de Mar)
  - Roser (cantant) (Canet de Mar)
  - Ismael García Sarmiento (O.T) (Mataró)
  - Naim Thomas Mansilla (O.T.)(Premià de Mar)
  - Kaj Tiel Plu (Mataró)
  - Filippo Landini (Grup musical). (Canet de Mar)
  - Orquestra Girasol (Cantants). (Canet de Mar)
  - Judit Neddermann (cantautora). (Vilassar de Mar)
  - Bad Gyal (cantautora) (Vilassar de Mar)
- Política
  - Ernest Lluch i Martín (polític) (Vilassar de Mar)
  - Antoni Gutiérrez i Diaz (polític) (Premià de Mar)
  - Jaume Arús i Font, (1840-1899): notari i delegat de la Unió Catalanista a l'Assemblea de Manresa (1892) (Canet de Mar)
  - Josep Maria Pons i Guri (Jurista, arxiver i historiador) (Arenys de Mar)
  - Josep Maria Terricabras i Nogueras (Filòsof, catedràtic i polític català, candidat Eleccions europees de 2014 per ERC) (Calella)
  - Pere Aragonès i Garcia (132è president de la Generalitat de Catalunya) (Pineda de Mar)
- Pintura i escultura
  - Joan Colom i Agustí (pintor paisatgista) (Arenys de Mar)
  - Elvira Elias (il·lustradora) (Arenys de Mar)
  - Perejaume (pintor i poeta) (Sant Pol de Mar)
  - Carles Flotats i Galtés (1880-1949) fou un escultor i imatger català.(Canet de Mar)
- Altres
  - Miquel Biada Bunyol (Emprenedor de la primera línia de ferrocarril de la península: Mataró-Barcelona, 1848) (Mataró)
  - Jaume Illa i Buch (Emprenedor) (Caldes d'Estrac)